# Austin Victoria

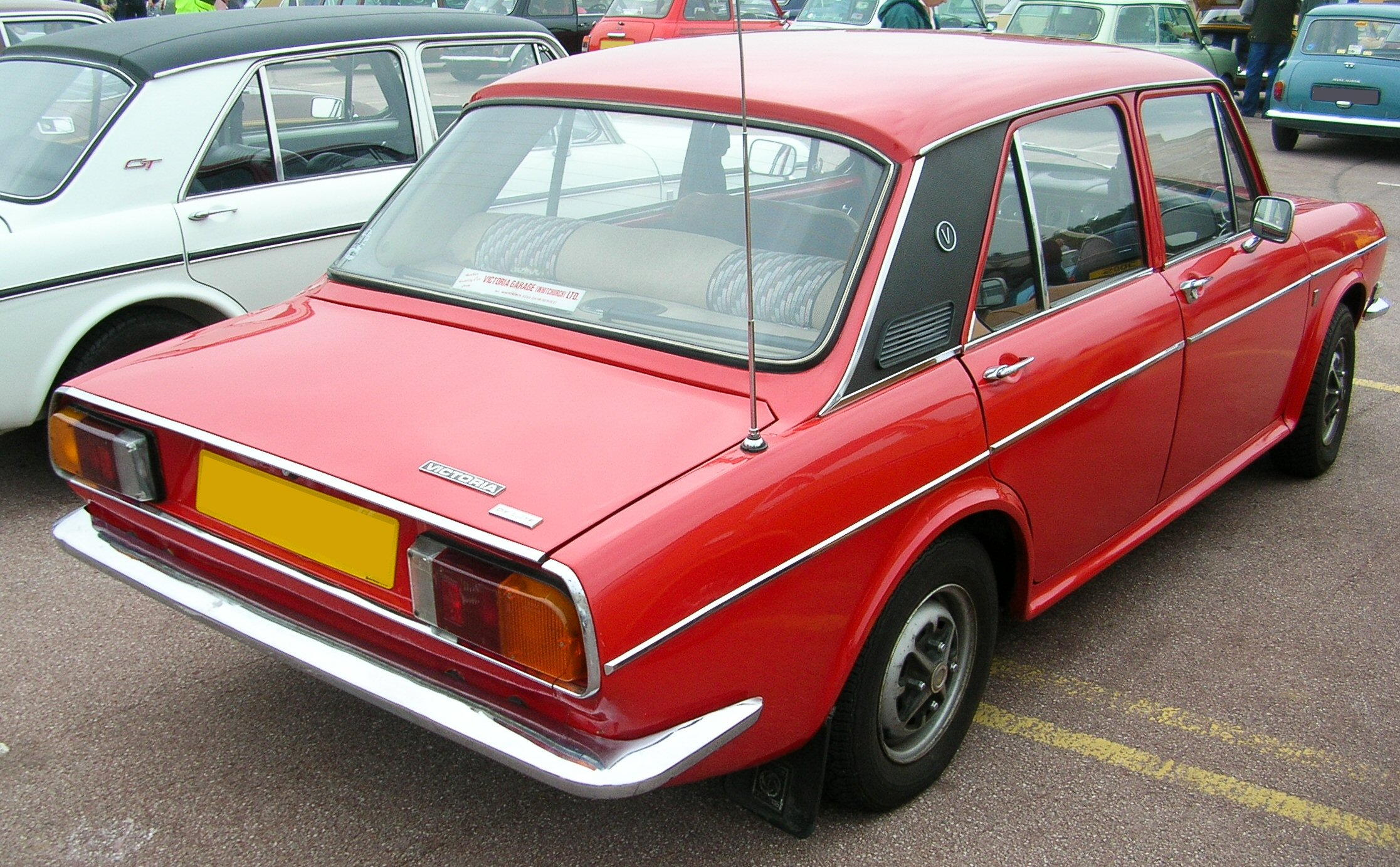
Parte trasera de un Austin Victoria MKII De Luxe (1973).

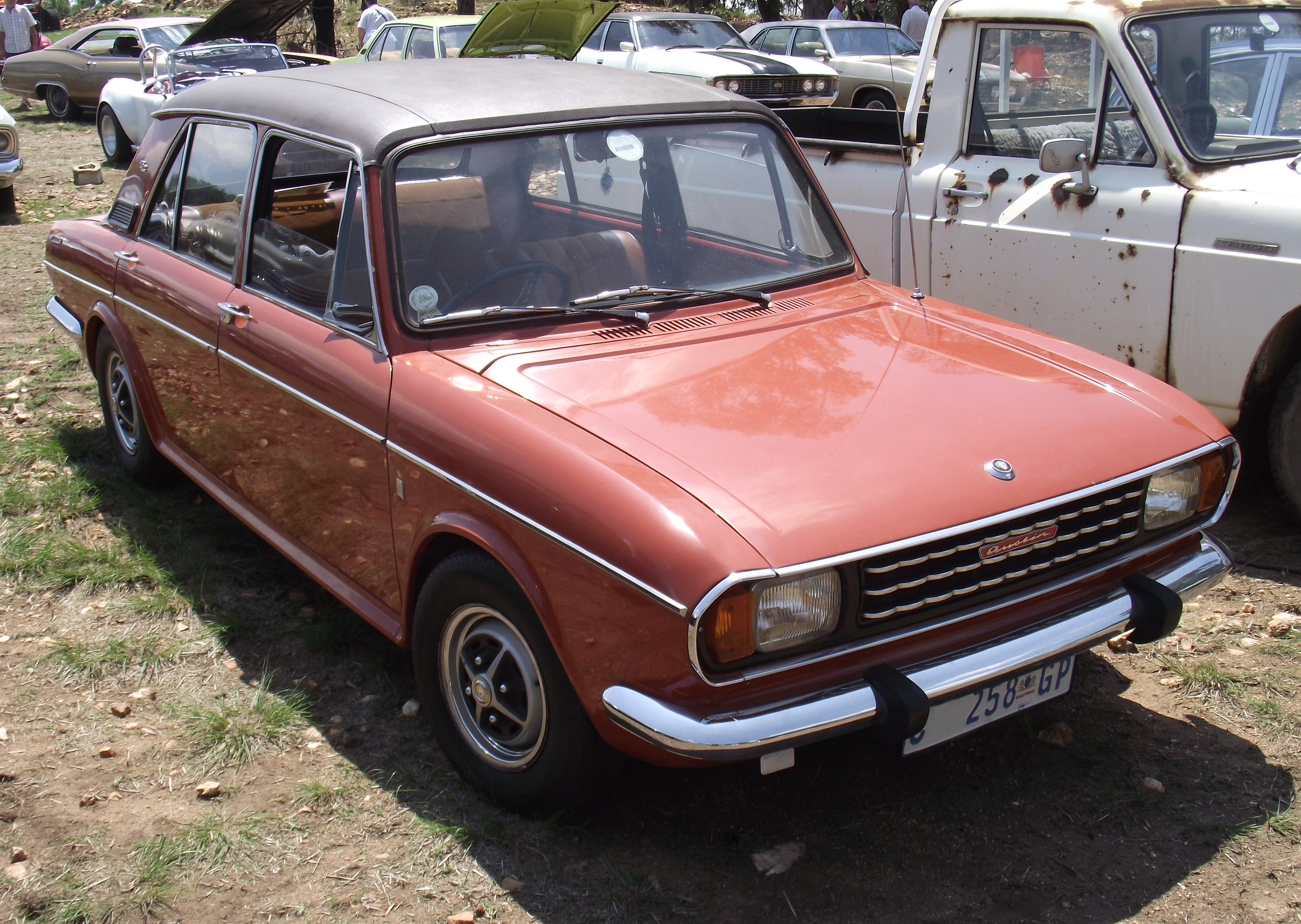
Austin Apache

El Austin Victoria es un modelo de automóvil del segmento C, producido por la empresa española Leyland AUTHI (Automóviles de Turismo Hispano-Ingleses) que era una filial de la británica British Motor Corporation, en su planta de Pamplona (Navarra) entre 1972 y 1975.
El modelo también se comercializó en Sudáfrica con el nombre de Austin Apache.

## Características
El modelo fue diseñado por Giovanni Michelotti. Se basaba en el chasis y otros componentes del Austin-Morris 1100, aunque sus partes delantera y trasera tenían un estilo totalmente nuevo para parecerse al Triumph 2000.
El automóvil tenía tracción delantera, suspensión hydrolastic y motorización de 1275 cc. Llegaba a alcanzar una velocidad máxima de 135 km/h. Su consumo medio en ciudad era de 11,83 L/100 km.
En España se presentó en octubre de 1972 en dos versiones, Victoria Normal y Victoria Deluxe. Se puso a la venta por un precio franco fábrica de 129 900 pesetas y 166 960 pesetas para su versión más equipada. Se fabricaron un total de 24 682 unidades.

## Especificaciones técnicas

### Motor
- Posición: Delantero transversal con 4 cilindros en línea. Diámetro/carrera: 70,6/81,3 mm. Cilindrada: 1.275 c.c. Potencia fiscal: 10 CV.
- Carburación: Carburador de un cuerpo. Marca: S. U. Modelo: HS-4. Bomba de gasolina: Mecánica. Filtro de aceite: En seco, de papel.
- Lubricación: Bomba: De engranajes. Tipo circuito: Presión directa a la bancada. Número y tipo de filtros: Cartucho, en serie. Refrigeración: Cárter de aluminio aleteado. Capacidad total del cárter y el circuito: 4,8 litros.
- Refrigeración: Tipo: Líquido. Arrastre ventilador: Correa trapezoidal. Circuito hermético: Sí. Termostato: Sí. Bomba: Centrífuga. Anticongelante: N.º Capacidad total circuito: 3,8 litros.
- Distribución: Situación válvulas: En culata. verticales en línea. Situación árbol de levas: Lateral, en el bloque. Mando árbol de levas: Cadena: Accionamiento de las válvulas: Empujadores, varillas y balancines.
- Rendimiento: Compresión. 8,8:1. Potencia: 62 CV. SAE a 5250 r. p. m. Par motor máximo: 9,54 mkg. SAE a 3500 r. p. m.

### Transmisión
- Embrague: Tipo: Monodisco de diafragma. Diámetro disco: 18 cm. Mando: Hidráulico.
- Cambio de marchas: Número de marchas de avance: Cuatro. Sincronizadas: Cuatro. Relaciones internas: Primera, 3.525: 1; segunda, 2,218: 1; tercero, 1,433: 1 ; cuarta, 1: 1.
- Grupo y diferencial: Eje propulsor, posición del cambio y del grupo: Tracción delantera; motor y cambio transversales, bajo cárter común. Tipo de grupo: Recto helicoidal. Reducción: 3,647:1 (17/62). Desarrollo final de la transmisión: 27,1 km/h. a 1000 r. p. m. en cuarta.

### Bastidor
- Estructura portante: Carrocería monocasco autoportante; bastidores independientes delante y detrás.
- Suspensiones: Delantera: Ruedas independientes, dos brazos transversales y un tirante oblicuo inferior. Tipo de resorte: Hydrolastic, goma y líquido. Tipo de amortiguador: Hydrolastic, conectado con la trasera. Estabilizador: N.º Trasera: Ruedas independientes tiradas, con brazo único longitudinal. Tipo de resorte: Hydrolastic. goma y líquido; dos barras de torsión auxiliares. Tipo de amortiguador: Hydrolastic, conectado con la delantera. Estabilizador: Barra de torsión antibalanceo.
- Frenos: Delante:Disco. Diámetro: 20,3 cm. Área barrida: 858 cm². Detrás: Tambor. Área barrida: 406 cm². Área barrida por los forros de los cuatro frenos: 1.264 cm². Válvula limitadora de presión en el tren trasero.
- Dirección: Tipo: Cremallera. Diámetro de giro: 10,6 metros. Vueltas de volante. de tope a tope: 3.2.
- Ruedas: Diámetro llanta: 12 pulgadas. Anchura garganta llanto: 4 pulgadas. Neumáticos: Radiales. Medida: 145 SR-12. Marca: Firestone Touring.
- Equipo eléctrico: Generador eléctrico: Dínamo. Potencia: 230 vatios. Intensidad: 16 amperios. Marca: Femsa. Batería: Tudor. Capacidad: 43 amperios por hora.
- Depósito de combustible: Situación: Bajo el maletero. Capacidad: 38 litros.

### Carrocería
- Tipo: Berlina. Número de puertas: Cuatro. Asientos: Dos butacas delante, corrido detrás.
- Dimensiones: Batalla: 2,375 metros. Vías: 1,306/1,292 metros (delante/detrás). Longitud: 4,03 metros. Anchura: 1.53 metros. Altura: 1,34 metros.
- Peso: En vacío y en orden de marcha: 900 kilos (aproximado, según catálogo); 889 kilos (en báscula. con depósito lleno). Reparto entre los trenes delantero y trasero: 58,4/41,6 por 100 (depósito lleno).